# Nagia gravipes
Nagia gravipes är en fjärilsart som beskrevs av Walker 1858. Nagia gravipes ingår i släktet Nagia och familjen nattflyn. Inga underarter finns listade i Catalogue of Life.